# Sakaraha
Sakaraha è un comune rurale (kaominina) del Madagascar sud-occidentale (Provincia di Toliara).
È il capoluogo del distretto di Sakaraha.
Ha una popolazione di 21.011 abitanti (stima 2001).

## Economia
Oltre il 50% della popolazione è impiegata nell'agricoltura, soprattutto nella coltivazione della manioca.
Negli ultimi 10 anni l'economia della città ha ricevuto un notevole impulso dall'apertura di una miniera per la estrazione di zaffiri.

### Turismo
La città è sede di un ufficio dell'Association Nationale pour la Gestion des Aires Protégées presso il quale è possibile organizzare visite al Parco nazionale di Zombitse-Vohibasia, che dista una ventina di km dal centro abitato.

## Infrastrutture e trasporti
Il centro abitato è attraversato dalla strada statale RN 7 che lo collega a Toliara (a sud-ovest) e a Fianarantsoa e Antananarivo (a nord).

## Cronaca
Il 31 gennaio 2007, Sakaraha è stata teatro dell'uccisione di Muhammad Jamāl Khalīfa, marito di una delle sorelle di Osama bin Laden, proprietario di una miniera di pietre preziose situata poco distante dalla città.